# Tiljuga
Tiljuga és un riu de l'Índia a l'estat de Bihar. Neix a les muntanyes Tanu al Nepal.
Corre cap al sud i després al sud-oest fins a desaiguar al riu Kusi a Saura Gadi. Els seus afluents principals són el Balan, Dimra, Bati i Katna (format aquest darrer per la unió del Talaba, Parwan, Dhusan i Loran). És navegable en part per bots de fins a 70 tones.